# 夏·恋情
夏·恋情是一张音乐专辑的名称，是内地歌手韩雪的第二张个人音乐专辑。与上张专辑《飘雪》相比，这次韩雪给大家呈现的是青春与爱情洋溢的夏日风情。主打歌《竹林风》更是极具鲜明的色彩和动感的跳跃性。表达了夏天独有的滚烫式的爱情。另一首主打歌《一个人的抒情歌》的MV由著名导演赖伟康执演，MV内容是在苏州河边，演绎了一个女孩凄美的爱情感受，歌曲体现对自由爱情的向往。

## 曲目
1. 爱的出路
2. 竹林风(附MV)
3. 一个人的抒情歌(附MV)
4. 夏·恋情
5. 孤单的机票
6. 夏之午后
7. 在世界中心呼唤爱
8. 勇敢的滋味
9. 下一个转角(附MV)
10. 全剧终

## 其它
- 产品参数
- 介质：CD
- 碟数：1
- 出版社：上海声像出版社
- 版权提供：SONY BMG/新索音乐
- ISRC：CNE040631800
- 条形码：9787799421582
- 包装高：1.19 厘米
- 包装长度：14.00 厘米
- 包装宽度：12.40 厘米
- 包装重：140.61 克
- 附带品描述：歌词

## 相关链接
- 专辑《夏·恋情》于新浪乐库